# Erik Segerstedt
Erik Segerstedt (nacido el 20 de abril de 1983 en Uddevalla) es un cantante sueco, finalista de la versión sueca de "Operación triunfo" en 2006.
A finales de 2007 entró a formar parte de una formación masculina llamada E.M.D., que compagina con su carrera en solitario.

## Discografía
- 2007, A Different Shade.

## Sencillos
- 2006, I Don't Want To Be
- 2007, I Can't Say I'm Sorry
- 2007, How did we change